# William Bakewell (attore)
William Bakewell (Los Angeles, 2 maggio 1908 – Los Angeles, 15 aprile 1993) è stato un attore statunitense.

## Biografia
Nato a Los Angeles, Bakewell si laureò presso l'Harvard School for Boys, per poi frequentare l'accademia militare. Dopo aver esordito nel film Fighting Blood (1924), prese parte a molteplici pellicole come Cercatrici d'oro (1929), All'ovest niente di nuovo (1930), La via del male (1931), e Via col vento (1939). Fu anche uno dei fondatori della Screen Actors Guild, che rimarrà attiva dal 1933 fino al 2012. Durante la seconda guerra mondiale, Bakewell servì l'esercito americano. Durante gli anni sessanta apparve nel cast di molte sitcom come Pete and Gladys e Mister Ed, il mulo parlante. L'ultimo film a cui prese parte fu L'uomo più forte del mondo (1975). L'attore morì nel 1993.

## Filmografia parziale

### Cinema
- Fighting Blood (1924)
- La canzone del cuore (1929)
- Cercatrici d'oro (1929)
- All'ovest niente di nuovo (1930)
- Debito d'odio (1930)
- La via del male (1931)
- La piccola amica (1931)
- Lo sciopero delle mogli (1931)
- I tre cadetti (1938)
- Via col vento (1939)
- La taverna dei sette peccati (1940)
- The Loves of Edgar Allan Poe, regia di Harry Lachman (1942)

### Televisione
- Le inchieste di Boston Blackie (Boston Blackie) – serie TV, 2 episodi (1952)
- Mickey Rooney Show (The Mickey Rooney Show) – serie TV, episodio 1x01 (1954)
- Mr. Adams and Eve – serie TV, episodio 1x05 (1957)
- The Gray Ghost – serie TV, episodio 1x02 (1957)
- Harbor Command – serie TV, episodio 1x18 (1958)
- Maverick – serie TV, episodio 3x13 (1959)
- Rescue 8 – serie TV, episodio 2x02 (1959)
- Lock-Up – serie TV, episodio 1x13 (1959)
- Peter Gunn – serie TV, episodio 3x22 (1961)
- Pete and Gladys – serie TV, episodio 2x20 (1962)
- Il virginiano (The Virginian) – serie TV, episodi 2x11-2x12 (1963)
- Sotto accusa (Arrest and Trial) – serie TV, episodio 1x26 (1964)
- Bonanza – serie TV, episodio 8x34 (1967)

## Doppiatori italiani
- Mauro Zambuto in All'ovest niente di nuovo
- Stefano Crescentini in All'ovest niente di nuovo (ridoppiaggio)